# HD29578
HD29578 — хімічно пекулярна зоря спектрального класу A4, що має видиму зоряну величину в смузі V приблизно  8,5.
Вона  розташована на відстані близько 967,8 світлових років від Сонця.

## Пекулярний хімічний вміст
Зоряна атмосфера HD29578 має підвищений вміст 
Cr
.